# Listes des comtés des États-Unis

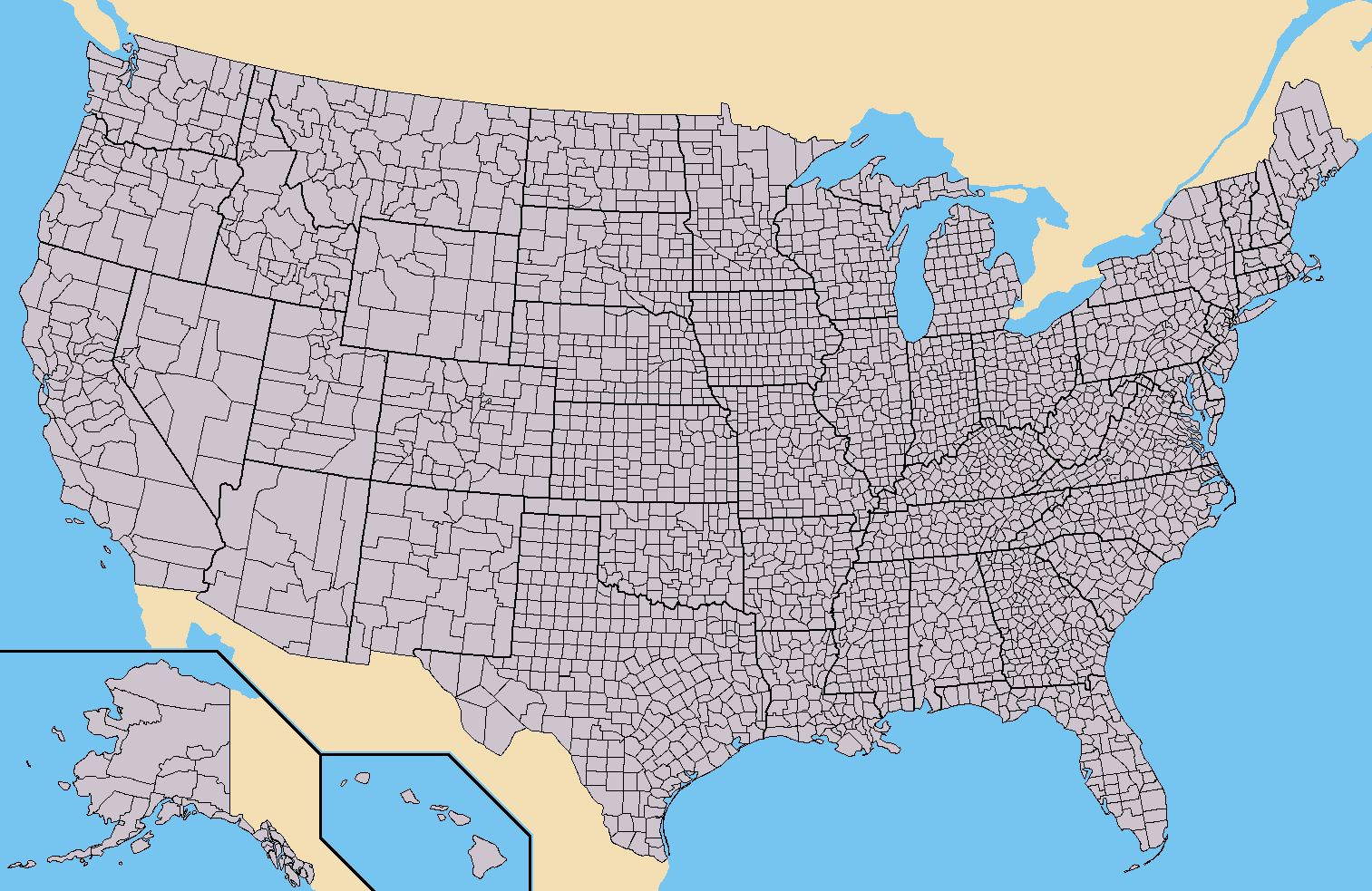
Carte des comtés des États-Unis

Ci-dessous se dressent les listes des comtés des 50 États des États-Unis :
Remarque : L'État de Louisiane n'est pas divisé en comtés, mais en paroisses (parishes en anglais), héritage de l'administration coloniale française. L'Alaska quant à lui est divisé en boroughs.
- Comtés de l'État de l'Alabama
- Subdivisions de l'État de l'Alaska
- Comtés de l'État de l'Arizona
- Comtés de l'État de l'Arkansas
- Comtés de l'État de Californie
- Comtés de l'État de Caroline du Nord
- Comtés de l'État de Caroline du Sud
- Comtés de l'État du Colorado
- Comtés de l'État du Connecticut
- Comtés de l'État du Dakota du Nord
- Comtés de l'État du Dakota du Sud
- Comtés de l'État du Delaware
- Comtés de l'État de Floride
- Comtés de l'État de Géorgie
- Comtés de l'État d'Hawaï
- Comtés de l'État de l'Idaho
- Comtés de l'État de l'Illinois
- Comtés de l'État de l'Indiana
- Comtés de l'État de l'Iowa
- Comtés de l'État du Kansas
- Comtés du Commonwealth du Kentucky
- Paroisses de l'État de Louisiane
- Comtés de l'État du Maine
- Comtés de l'État du Maryland
- Comtés du Commonwealth du Massachusetts
- Comtés de l'État du Michigan
- Comtés de l'État du Minnesota
- Comtés de l'État du Mississippi
- Comtés de l'État du Missouri
- Comtés de l'État du Montana
- Comtés de l'État du Nebraska
- Comtés de l'État du Nevada
- Comtés de l'État du New Hampshire
- Comtés de l'État du New Jersey
- Comtés de l'État de New York
- Comtés de l'État du Nouveau-Mexique
- Comtés de l'État de l'Ohio
- Comtés de l'État de l'Oklahoma
- Comtés de l'État de l'Oregon
- Comtés du Commonwealth de Pennsylvanie
- Comtés de l'État de Rhode Island
- Comtés de l'État du Tennessee
- Comtés de l'État du Texas
- Comtés de l'État de l'Utah
- Comtés de l'État du Vermont
- Comtés du Commonwealth de Virginie
- Comtés de l'État de Virginie-Occidentale
- Comtés de l'État de Washington
- Comtés de l'État du Wisconsin
- Comtés de l'État du Wyoming